# 1990年全豪オープン
1990年 全豪オープン（1990ねんぜんごうオープン、Australian Open 1990）は、オーストラリア・メルボルンにある「メルボルン・パーク・ナショナルテニスセンター」にて、1990年1月15日から28日にかけて開催された。

## シード選手

### 男子シングルス
1. イワン・レンドル　（優勝、大会2連覇）
2. ボリス・ベッカー　（ベスト8）
3. ステファン・エドベリ　（準優勝、途中棄権）
4. ジョン・マッケンロー　（4回戦、失格）
5. アーロン・クリックステイン　（4回戦）
6. ティム・メイヨット　（1回戦）
7. エミリオ・サンチェス　（1回戦）
8. マッツ・ビランデル　（ベスト4）
9. アンドレス・ゴメス　（4回戦）
10. カール＝ウーベ・シュテープ　（1回戦）
11. アンドレイ・チェスノコフ　（2回戦）
12. ヤニック・ノア　（ベスト4）
13. セルジ・ブルゲラ　（2回戦）
14. ジム・クーリエ　（2回戦）
15. トーマス・ムスター　（3回戦）
16. ミロスラフ・メチージュ　（4回戦）

### 女子シングルス
1. シュテフィ・グラフ　（優勝、大会3連覇）
2. ガブリエラ・サバティーニ　（3回戦、途中棄権）
3. ジーナ・ガリソン　（ベスト8）
4. ヘレナ・スコバ　（ベスト4）
5. ヤナ・ノボトナ　（3回戦）
6. メアリー・ジョー・フェルナンデス　（準優勝）
7. ハナ・マンドリコワ　（3回戦）
8. ヘレン・ケレシ　（3回戦）
9. カテリナ・マレーバ　（ベスト8）
10. ナタリア・ズベレワ　（2回戦）
11. パム・シュライバー　（3回戦）
12. ラリサ・サブチェンコ　（1回戦）
13. ラファエラ・レジ　（4回戦）
14. ロザリン・フェアバンク　（3回戦）
15. ジジ・フェルナンデス　（4回戦）
16. バルバラ・パウルス　（4回戦）

## 大会経過

### 男子シングルス
準々決勝
- イワン・レンドル vs.  アンドレイ・チェルカソフ　6-3, 6-2, 6-3
- ヤニック・ノア vs.  ミカエル・ペルンフォルス　6-3, 7-5, 6-2
- ステファン・エドベリ vs.  デビッド・ウィートン　7-5, 7-6, 3-6, 6-2
- マッツ・ビランデル vs.  ボリス・ベッカー　6-4, 6-4, 6-2

準決勝
- イワン・レンドル vs.  ヤニック・ノア　6-4, 6-1, 6-2
- ステファン・エドベリ vs.  マッツ・ビランデル　6-1, 6-1, 6-2

### 女子シングルス
準々決勝
- シュテフィ・グラフ vs.  パティ・フェンディック　6-3, 7-5
- ヘレナ・スコバ vs.  カテリナ・マレーバ　6-4, 6-3
- メアリー・ジョー・フェルナンデス vs.  ジーナ・ガリソン　1-6, 6-2, 8-6
- クラウディア・ポービック vs.  アンジェリカ・ガバルドン　6-4, 6-3

準決勝
- シュテフィ・グラフ vs.  ヘレナ・スコバ　6-3, 3-6, 6-4
- メアリー・ジョー・フェルナンデス vs.  クラウディア・ポービック　6-2, 6-1

## 決勝戦の結果
- 男子シングルス： イワン・レンドル vs.  ステファン・エドベリ　4-6, 7-5, 5-2 （エドベリが途中棄権）
- 女子シングルス： シュテフィ・グラフ vs.  メアリー・ジョー・フェルナンデス　6-3, 6-4
- 男子ダブルス： ピーター・アルドリッチ＆ ダニー・ヴィッサー vs.  グラント・コネル＆ グレン・ミチバタ　6-4, 4-6, 6-1, 6-4
- 女子ダブルス： ヘレナ・スコバ＆ ヤナ・ノボトナ vs.  パティ・フェンディック＆ メアリー・ジョー・フェルナンデス　7-6, 7-6
- 混合ダブルス： ジム・ピュー＆ ナタリア・ズベレワ vs.  リック・リーチ＆ ジーナ・ガリソン　4-6, 6-2, 6-3

## みどころ
- 男子シングルスはイワン・レンドルが2連覇、女子シングルスはシュテフィ・グラフが3連覇を達成。男子シングルス決勝では、ステファン・エドベリが第3セットの途中で棄権するアクシデントが起きた。レンドルはこの優勝で4大大会「8勝」に到達したが（全豪オープン2勝＋全仏オープン3勝＋全米オープン3勝＝通算8勝）、これが彼の最後の4大大会優勝になった。
- 男子シングルス4回戦では、ジョン・マッケンローがミカエル・ペルンフォルス（スウェーデン）との対戦中に審判への暴言を繰り返したため、第4セットの途中で主審から「失格」を言い渡されるハプニングもあった。
- 全豪オープン初出場の伊達公子がいきなり女子シングルス4回戦に進出を果たし、第4シードのヘレナ・スコバに挑戦した。1989年にプロ入りした伊達は、3回戦で第11シードのパム・シュライバーを 6-3, 6-4 のストレートで破る金星を挙げたが、続く4回戦でスコバに 4-6, 3-6 で敗れた。